# Koh-Lanta: Palaos
Koh-Lanta: Palaos fue un reality show francés, esta es la 9.na temporada del reality show francés Koh-Lanta, transmitido por TF1 y producido por Adventure Line Productions. Fue conducido por Denis Brogniart y se estrenó el 28 de agosto de 2009 y finalizó el 30 de octubre de 2009. Esta temporada fue grabado en Palaos, específicamente en el archipiélago de Micronesia  y contó con 18 participantes. Christina Chevry es quien ganó esta temporada y así obtuvo como premio € 100.000.
Esta temporada contó con 18 participantes divididos en 2 tribus; la primera es la tribu Koror representada por el color rojo y la segunda es Mawaï representada por el color amarillo. Esta temporada duró 39 días.

## Equipo del Programa
- Presentadores: Denis Brogniart lidera las competencias por equipos y los consejos de eliminación.

## Participantes
| Participante                             | Edad | Tribu Original | Tribu Mezclada | Tribu Definitiva | Resultado Final                 |
| ---------------------------------------- | ---- | -------------- | -------------- | ---------------- | ------------------------------- |
| Christina Chevry Gerente.                | 22   | Koror          | Koror          | Unificada        | Ganadora de Koh-Lanta           |
| Patrick Merle Tintorero .                | 38   | Koror          | Koror          | Unificada        | 2.° lugar de Koh-Lanta          |
| Isabelle Da Silva Comerciante.           | 35   | Koror          | Koror          | Unificada        | 16.ta Eliminada de Koh-Lanta    |
| Fabienne Lefebvre-Trehoux Parvularia.    | 44   | Mawaï          | Mawaï          | Unificada        | 15.ta Eliminada de Koh-Lanta    |
| Kader Rebaï Oficial de Seguridad.        | 45   | Mawaï          | Mawaï          | Unificada        | 14.to Eliminado de Koh-Lanta    |
| Rodolphe Assi Fisicoculturista.          | 52   | Mawaï          | Mawaï          | Unificada        | 13.er Eliminado de Koh-Lanta    |
| Raphaële Navarro Ejecutiva.              | 29   | Koror          | Koror          | Unificada        | 12.da Eliminada de Koh-Lanta    |
| Louis-Laurent Léger Contador.            | 28   | Mawaï          | Koror          | Unificada        | 11.do Eliminado de Koh-Lanta    |
| Pascal Nickert Instructor de Deportes.   | 39   | Mawaï          | Mawaï          | Unificada        | 10.mo Eliminado de Koh-Lanta    |
| Freddy Boucher Estudiante de Ingeniería. | 23   | Koror          | Mawaï          | Unificada        | 9.no Eliminado de Koh-Lanta     |
| Alexandre Amico Oficial de policía.      | 31   | Koror          | Koror          | Unificada        | Abandona Por lesión             |
| Kaouther Ferdjani Trabajadora.           | 26   | Mawaï          | Mawaï          |                  | Abandona Por motivos personales |
| Marine Mocellin Pintora.                 | 19   | Koror          | Koror          |                  | Abandona Por lesión             |
| Claire Rolet Dueña de una tienda.        | 26   | Mawaï          |                |                  | 4.ta Eliminada de Koh-Lanta     |
| Anthony Parra Enfermero.                 | 24   | Mawaï          |                |                  | 4.to Eliminado de Koh-Lanta     |
| Julien Mairesse Licenciado en Turismo.   | 25   | Koror          |                |                  | 3.er Eliminado de Koh-Lanta     |
| Myriam Desvergne Contadora.              | 56   |                |                |                  | Abandona Por lesión             |
| Joëlle Bourlier Ex-Profesor de deportes. | 62   |                |                |                  | 1.er Eliminada de Koh-Lanta     |

## Desarrollo

### Competencias
| Episodio | Emisión                  | Bienestar                              | Inmunidad     | Eliminado | Salida |
| -------- | ------------------------ | -------------------------------------- | ------------- | --------- | ------ |
| 1        | 28 de agosto de 2009     | Louis / Kaouther                       | Mawai         | Julian    | Día 3  |
| 2        | 4 de septiembre de 2009  | Koror                                  | Koror         | Anthony   | Día 6  |
| 3        | 11 de septiembre de 2009 | Koror                                  | Koror         | Claire    | Día 9  |
| 4        | 18 de septiembre de 2009 | Koror                                  | Mawai         | Christina | Día 12 |
| 5        | 25 de septiembre de 2009 | Koror                                  | Koror         | Kader     | Día 15 |
| 6        | 2 de octubre de 2009     | Koror                                  | Christina     |           |        |
| 7        | 2 de octubre de 2009     | Christina / Freddy                     | Louis         | Freddy    | Día 21 |
| 8        | 9 de octubre de 2009     | Kader / Rudolph                        | Raphaële      | Pascal    | Día 24 |
| 9        | 9 de octubre de 2009     | Patrick / Raphaële / Kader / Christina | Raphaële      | Louis     | Día 27 |
| 10       | 16 de octubre de 2009    | Patrick                                | Christina     | Raphaële  | Día 30 |
| 11       | 16 de octubre de 2009    | Kader                                  | Patrick       | Rodolphe  | Día 33 |
| 12       | 23 de octubre de 2009    | Isabelle                               | Christina     | Kader     | Día 36 |
| Episodio | Emisión                  | Mensajes de prueba                     | Consejo final | Ganador   | Salida |
| 13       | 30 de octubre de 2009    | Christina / Patrick / Isabelle         | Christina     | Christina | Día 39 |

### Jurado Final
| Participante | Puesto     | Vota por  |
| ------------ | ---------- | --------- |
| Pascal       | 1° Miembro | Christina |
| Louis        | 2° Miembro | Christina |
| Raphaële     | 3° Miembro | Christina |
| Rodolphe     | 4° Miembro | Christina |
| Kader        | 5° Miembro | Patrick   |
| Fabienne     | 6° Miembro | Christina |
| Isabelle     | 7° Miembro | Patrick   |

## Estadísticas Semanales
| Participante  | Episodio  | Episodio  | Episodio  | Episodio  | Episodio  | Episodio  | Episodio  | Episodio  | Episodio  | Episodio  | Episodio  | Episodio  | Episodio  |
| Participante  | 1         | 2         | 3         | 4         | 5         | 6         | 7         | 8         | 9         | 10        | 11        | 12        | 13        |
| ------------- | --------- | --------- | --------- | --------- | --------- | --------- | --------- | --------- | --------- | --------- | --------- | --------- | --------- |
| Christina     | Salvada   | Gana      | Gana      | Eliminada | Reingresa | Inmune    | Salvada   | Salvada   | Salvada   | Inmune    | Salvada   | Inmune    | Ganadora  |
| Patrick       | Salvado   | Gana      | Gana      | Salvado   | Gana      | Salvado   | Salvado   | Salvado   | Salvado   | Salvado   | Inmune    | Salvado   | 2°.Lugar  |
| Isabelle      | Salvada   | Gana      | Gana      | Salvada   | Gana      | Salvada   | Salvada   | Salvada   | Salvada   | Salvada   | Salvada   | Salvada   | Eliminada |
| Fabienne      | Gana      | Salvada   | Salvada   | Gana      | Salvada   | Salvada   | Salvada   | Salvada   | Salvada   | Salvada   | Salvada   | Salvada   | Eliminada |
| Kader         | Gana      | Salvado   | Salvado1  | Gana      | Eliminado |           | Reingresa | Salvado   | Salvado   | Salvado   | Salvado   | Eliminado |           |
| Rodolphe      | Gana      | Salvado   | Salvado   | Gana      | Salvado   | Salvado   | Salvado   | Salvado   | Salvado   | Salvado   | Eliminado |           |           |
| Raphaële      | Salvada   | Gana      | Gana      | Salvada   | Gana      | Salvada   | Salvada   | Inmune    | Inmune    | Eliminada |           |           |           |
| Louis-Laurent | Inmune    | Salvado   | Gana      | Gana      | Gana      | Salvado   | Salvado   | Salvado   | Eliminado |           |           |           |           |
| Pascal        | Gana      | Salvado   | Salvado   | Gana      | Salvado   | Salvado   | Salvado   | Eliminado |           |           |           |           |           |
| Freddy        | Salvado   | Gana      | Gana      | Gana      | Salvado   | Salvado   | Eliminado |           |           |           |           |           |           |
| Alexandre     | Salvado   | Gana      | Gana      | Salvado   | Gana      | Eliminado | Abandona  |           |           |           |           |           |           |
| Kaouther      | Inmune    | Salvada   | Salvada   | Gana      | Abandona  |           |           |           |           |           |           |           |           |
| Marine        | Salvada   | Gana      | Gana      | Salvada   | Abandona  |           |           |           |           |           |           |           |           |
| Claire        | Gana      | Salvada   | Eliminada |           |           |           |           |           |           |           |           |           |           |
| Anthony       | Reingresa | Eliminado |           |           |           |           |           |           |           |           |           |           |           |
| Julien        | Eliminado |           |           |           |           |           |           |           |           |           |           |           |           |
| Myriam        | Abandona  |           |           |           |           |           |           |           |           |           |           |           |           |
| Joëlle        | Eliminada |           |           |           |           |           |           |           |           |           |           |           |           |

- Simbología
- Competencia en Equipos (Día 1-17)

     El participante pierde junto a su equipo pero no es eliminado.
     El participante pierde junto a su equipo y posteriormente es eliminado.
     El participante gana junto a su equipo y continua en competencia.
     El participante es eliminado, pero vuelve a ingresar.
     El participante abandona la competencia.
     El participante es eliminado por los embajadores de ambas tribus.
     El participante vuelve a ingresar, pero abandona la competencia.
     El participante pierde el reto del primer día y es eliminado.
     El participante pierde el reto del primer día y pero vuelve a ingresar.
Competencia individual (Día 18-39)
     Ganador de Koh Lanta.
     2°.Lugar de Koh Lanta.
     El participante gana la competencia y queda inmune.
     El participante pierde la competencia, pero no es eliminado.
     El participante es eliminado de la competencia.

## Audiencias
| Episodio | Fecha de emisión           | Espectadores | Horario       |
| -------- | -------------------------- | ------------ | ------------- |
| 1        | «28 de agosto de 2009»     | 7.300.000    | 20:45 - 22:30 |
| 2        | «4 de septiembre de 2009»  | 7.849.000    | 20:45 - 22:15 |
| 3        | «11 de septiembre de 2009» | 7.300.000    | 20:45 - 22:15 |
| 4        | «18 de septiembre de 2009» | 7.730.000    | 20:45 - 22:25 |
| 5        | «25 de septiembre de 2009» | 7.800.000    | 20:50 - 22:05 |
| 6 y 7    | «2 de octubre de 2009»     | 7.276.000    | 20:45 - 23:15 |
| 8 y 9    | «9 de octubre de 2009»     | 7.900.000    | 20:45 - 23:40 |
| 10 y 11  | «16 de octubre de 2009»    | 7.127.000    | 20:45 - 23:25 |
| 12       | «23 de octubre de 2009»    | 7.300.000    | 20:45 - 22:35 |
| 13       | «30 de octubre de 2009»    | 7.537.000    | 20:45 - 23:25 |